# Max Schmelcher

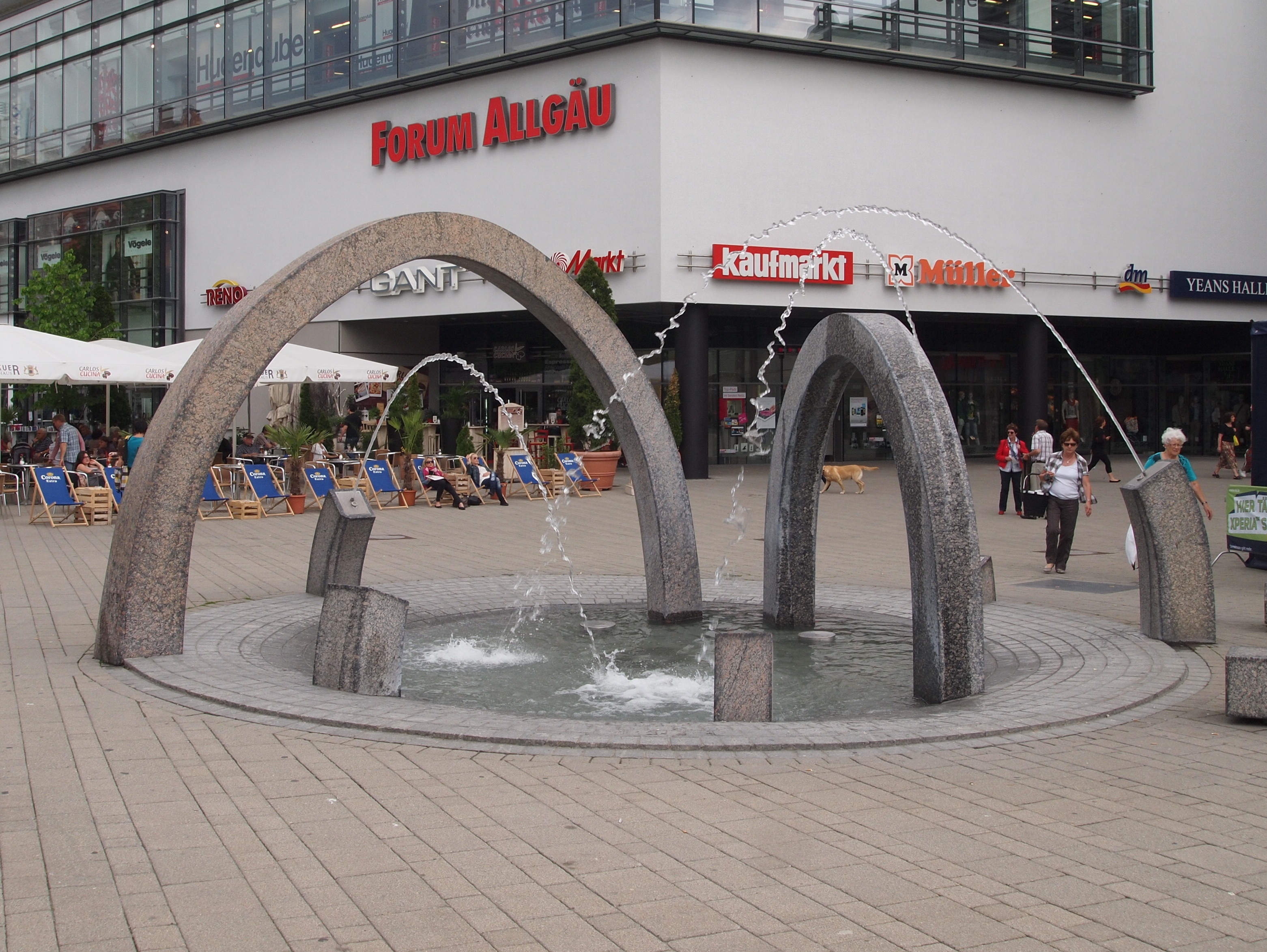
Brunnen von Max Schmelcher am Forum Allgäu, Kempten (Allgäu)

Max Schmelcher (* 1. Januar 1956 in Lindenberg im Allgäu) ist ein deutscher Bildhauer. Von 1981 bis 1988 studierte der an der Akademie der Bildenden Künste München, vorher schloss er eine Schreinerlehre ab. Er arbeitet mit Stein, Holz und Metall. Sein Vater ist der Grafiker Herbert Schmelcher (1924–1998).

## Auszeichnungen
- 1987: Kunstpreis der Stadt Marktoberdorf
- 1999: Kunstpreis der Stadt Lindenberg im Allgäu
- 2000: Kunstpreis der Stadt Kempten (Allgäu)
- 2009: Auszeichnung durch die Deutsche Bank zum Künstler des Jahres[2] (Deutsche BankKunstförderpreis)
- 2013: Thomas-Dachser-Gedenkpreis